# Gnophos benepunctaria
Gnophos benepunctaria là một loài bướm đêm trong họ Geometridae.